# Завгосп Віллі
Завго́сп Вільям «Ві́ллі» МакДугал (англ. Groundskeeper William "Willie" MacDougal) — один із вигаданих персонажів мультсеріалу Сімпсони. Він — емігрант з Шотландії та дуже пишається своєю культурою й звичаями. Персонаж завгоспа — пародія на прибиральників в школах, які часто потерпають і від учнів, що коять безлад, і від керівництва шкіл, що не цінує їхньої роботи.

## Історія створення персонажу
Завгосп Віллі з'явився тільки у другому сезоні серіалу і сценаристи спочатку не були певні, як він повинен би виглядати. Уважалося, що він мусив бути уособленням стереотипного прибиральника в американських школах — людини постійно невдоволеної своєю роботою і ймовірно емігрантом. Національність Віллі не була визначена та озвучувач ролі Ден Кастелланета спробував передати його текст з іспанським акцентом, але творці серіалу відхилили цю версію і версію недолугого «шведа». Третя спроба у версії роздратованого шотландця сподобалась сценаристам і до специфічного голосу з акцентом ще додали стереотипну зовнішність. Хоча спочатку персонаж Віллі задумувався тільки на одну серію, образ сподобався, і глядачам, і сценаристам — і його залишили. Пізніше, за зізнанням Мета Ґрейнінґа, деталі характеру та зовнішності були запозичені в одного зі справжніх американських коміків шотландського походження.
Роль Віллі у серіалі здебільшого епізодична, за виключенням серії «Моя конкурсна леді», де він основна дійова особа. Попри це, завгосп Віллі став одним з найулюбленіших другорядних персонажів мультфільму. За рейтингом деяких оглядачів, цей образ посідає четверте місце за популярністю у серіалі. Віллі також часто відіграє другорядні, проте дуже помітні ролі на
задньому плані подій.

## Основні дані

### Біографія
Псевдонім G.K.Willington, під яким Віллі з'являється у серіалі був вигаданий Лісою Сімпсон для того, щоб Віллі не впізнали. Віллі працює завгоспом у Спринґфілдській початковій школі. Віллі декілька разів називав місце свого народження, проте усі локації та міста були різними. Відомо, що у Віллі були дуже погані батьки, які не звертали на нього уваги, часто били і карали. Особливо його ненавидів тато, ще від народження. Його раннє життя не дуже відоме — Віллі навряд чи закінчив школу. У коміксі 80 він стверджував, що його вчитель при будь-якому проханні Віллі клав
Віллі у мішок і кидав в озеро. Хоча таке ставлення було жорстоким, Віллі дуже поважав свого вчителя і вважає, що його
вчитель вчинив цілком правильно. Коли Віллі був молодим, він був закоханий в одну дівчину, яку звів у нього його старший брат
Ангус МакДугал (про це Віллі розповідає у коміксі № 086). Віллі також розповідав, що він працював у шахтах і одного
разу стався обвал «і ніхто не вижив, навіть Віллі» — каже Віллі у 15 сезоні і одразу розуміє, що збрехав, оскільки Віллі ще досі
живий. Причини переїзду у США Віллі не вказував, проте одного разу у серії «Поправка 24» Віллі знову відсилають до рідної
Шотландії.

### Віллі— шотландець
Віллі походить з Шотландії, з містечка Кірклова і це є безсумнівно. Віллі має дуже багато характерних ознак шотландців — він має руду
бороду, руде (трохи полисіле) скуйовджене волосся, часто п'є пиво (в одному з коміксів Віллі сказав, що випадково ковтнув скотч), любить випити 60-градусного коньяку і є професійним метальником стовбурів, одного разу він поцілив стовбуром у
кабінет Сеймура Скіннера. Як і усі шотландці, Віллі є затятим футбольним вболівальником і навіть футбольним хуліганом. Він бере участь не тільки в бійках на стадіоні, а і в більшості сцен розлюченого натовпу, де Віллі завжди з сокирою чи вилами перший готовий до насилля та бійки. Схильність до насилля також проявляється у висловлюваннях Віллі, він неодноразово погрожував дітям і дорослим розправою, робив досить політично некоректні висловлювання, проте часто отримував відсіч. У своїх висловах Віллі дуже любить і поважає Шотландію, у 12 сезоні під час гри у баскетбол, після якої Гомеру щитом
зламало ногу, Віллі закинув два очки та голосно вигукнув «Слава Шотландії!». Крім цього, Віллі дуже обізнаний у шотландській культурі.
Злиденне життя Віллі загартувало його духовно і фізично — він без вагань вступає у двобій з диким вовком, який переслідував Барта, спритно повзає за Гомером по системі вентиляції школи та голими руками чистить забиті туалети. Цікаво, що в одязі його видатні фізичні якості зовсім непримітні, однак коли він скидає сорочку, то постає у чудовій атлетичній формі. Протилежна стать його не цікавить, крім невеличкого роману з Шеррі Боббінс, гувернанткою Сімпсонів. Навіть вона втекла від нього коли її зір покращився і вона побачила наскільки Віллі був страшний. Мабуть, від цього Віллі має незвичне хобі — знімає з кущів на відео коханців у машинах. Сам Віллі у цьому не бачить нічого поганого, оскільки «кожен шотландець це робить». Це хобі, однак, врятовує Гомера від звинувачень у сексуальних домаганнях від іншої жінки.

### Робота
За висловом Скіннера, Віллі має найжалюгіднішу з усіх можливих робіт у світі. Віллі має низьку зарплатню і ніколи не користується
хоч найменшою повагою зі сторони учнів, адміністрації, і решти вчителів і персоналу школи. Проте, свою роботу Віллі жалюгідною не вважає і чудово почувається прибиральником. Більшої роботи Віллі могли й не дати, виявляється що Віллі — втік із психлікарні. Причин його попадання в психлікарню не було названо, проте Шкільний інспектор Чалмерз відмінно знає психологію
завгоспа Віллі та навіть питався, чи є у Віллі смертельна отрута у халабуді, і Віллі відповів, що має миш'як.

## Культурний вплив
Віллі постає як дуже невихована, прямолінійна та дуже політично некоректна особа. У своїх висловлюваннях він дозволяє собі дуже образливі речі, і навіть погрози. Проти найбільшого впливу поза серіалом мали його висловлювання про інші народи. Зокрема, у 16 сезоні у серії «Round Springfild» вислів Віллі стосовно французів, яких він описав, як «мавп, які люблять їсти сир та здаватися у полон» знайшов прихильників серед деяких кіл Сполучених Штатів. Це висловлювання почало вживатися у політичній боротьбі, зокрема стосовно поміркованих політиків, які виступали проти війни в Іраку. Так у номері за 7 грудня 2006 р. Нью-Йорк Пост запозичила цей вислів та на першій шпальті характеризувала членів дослідницької групи, яка пропонувала дочасно вивести війська з Іраку як «мавп, які люблять здаватися».